# De Bousies

Wapenschild van het huis Bousies.

De Bousies, ook De Bousies de Rouveroy, was een Henegouwse notabele en adellijke familie.

## Geschiedenis
De familie De Bousies deed haar geschiedenis opklimmen tot in de twaalfde eeuw en hield voor af te stammen van ridders uit de heerlijkheid Bousies in de streek van Kamerijk. 
Hun genealogie stond op iets vastere grond vanaf de zestiende eeuw. Ze behoorden zonder twijfel begin achttiende eeuw tot de adel, ook al zijn geen diploma's van adelverlening uit het ancien régime bekend. Jonkheer Charles-Leon de Bousies (°1703), burggraaf van Rouveroy en getrouwd met Marie-Jeanne de Corswarem-Looz, was alvast lid van de Tweede stand van de provincie Henegouwen.
Hij had drie zoons, die onder het Verenigd Koninkrijk der Nederlanden, zelf of in de persoon van een zoon, erkenning van hun adellijke status verkregen:
- Féry de Bousies (1758-1810), van wie de adelstand werd bevestigd in zijn zoon Charles de Bousies de Rouveroy (1789-1871).
- Charles-Alexandre de Bousies (overleden voor 1815), van wie de adelstand werd bevestigd in zijn zoons Ferdinand de Bousies en Philippe de Bousies.
- Bonaventure-Hyacinthe de Bousies (1755-1831).

## Ferdinand de Bousies
Jonkheer Ferdinand de Bousies (Bergen, 18 februari 1787 - Rouveroy, 23 augustus 1853), zoon van Charles Alexandre de Bousies en van Marie-Amélie d'Yve de Bavay, trouwde met Marie-Anne d'Auxy de Fouleng (1789-1876). Ze hadden een enige dochter, Lydie (1826-1832), zodat deze familietak met Ferdinand uitstierf.
Zijn vader was gedeputeerde van de adelstand bij de Staten van Henegouwen en afgevaardigde in het Congres van de Verenigde Belgische Staten in 1789, terwijl Ferdinand het hield bij het burgemeesterschap van Rouveroy.
In 1816 werd hij onder het Verenigd Koninkrijk der Nederlanden erkend in de erfelijke adel met benoeming in de Ridderschap van Henegouwen.

## Bonaventure-Hyacinthe de Bousies
Bonaventure Hyacinthe de Bousies (Bergen, 17 september 1755 - Ghlin, 23 augustus 1831) was de enige van de drie zoons van Charles-Léon de Bousies die lang genoeg leefde om zelf de heropleving van de adel mee te maken. 
Onder het ancien régime was hij van 1782 tot 1789 burgemeester van Bergen, tot hij als aanhanger van de statisten door de Oostenrijkers werd afgezet. Tijdens de Brabantse Revolutie was hij in 1790 afgevaardigde van de Verenigde Nederlandse Staten bij het hof van Berlijn. In de Franse tijd werd hij lid van de Raad van Vijfhonderd en lid van de prefectuurraad voor het departement Jemappes. Ten tijde van het Verenigd Koninkrijk der Nederlanden werd hij in 1816 erkend in de erfelijke adel, met de titel van ridder, overdraagbaar op alle mannelijke afstammelingen. Tevens werd hij benoemd in de Ridderschap van de provincie Henegouwen, waarvan hij van 1817 tot 1830 de voorzitter was. Van 1815 tot 1821 was hij gouverneur van Henegouwen. Nadien was hij nog staatsraad en kamerheer van de koning.
Hij was ook industrieel en zette zich in voor de 'Faiencerie de Nimy', die hij renoveerde en voor wie hij verkooppunten oprichtte in de voornaamste Belgische steden.
Bonaventure was getrouwd met Rose Cornet (1775-1844) en ze hadden twee dochters en een zoon, Alexandre de Bousies (1804-1892), die net als een paar andere familieleden in 1870 de titel graaf verkreeg, overdraagbaar op alle afstammelingen. Een kleinzoon, Antoine de Bousies, kreeg in 1948 vergunning om zich De Bousies Borluut te noemen.